# 1924 v loďstvech
Tento článek obsahuje významné události v oblasti loďstev v roce 1924.

## Lodě vstoupivší do služby
- 20. února –  HMS Eagle – letadlová loď

- 20. září –  HMS Frobisher (D81) – těžký křižník třídy Hawkins

## Lodě vystoupivší ze služby
- 16. ledna –  USS Tacoma (CL-20) – chráněný křižník třídy Denver – ztroskotal na útesu